# エルンスト・ラビン
エルンスト・ラビン（ドイツ語: Ernst Labin、生年不明 - 1967年7月21日）は、オーストリア出身のフィギュアスケート審判員。元国際スケート連盟会長。

## 経歴
フィギュアスケートの審判員として世界選手権などで審判を行った。
1959年より国際スケート連盟の理事を務め、1967年6月に同連盟会長に就任。
国際スケート連盟会長に就任した約1ヶ月後の7月21日にこの世を去る。彼の死後、国際スケート連盟は彼を名誉会長とし、後継者としてフランスのジャック・ファヴァールが同連盟会長に就任した。